# Endomychobius
Endomychobius is een geslacht van vliesvleugeligen uit de familie Pteromalidae. De wetenschappelijke naam van dit geslacht is voor het eerst geldig gepubliceerd in 1896 door Ashmead.

## Soorten
Het geslacht Endomychobius omvat de volgende soorten:
- Endomychobius endomychi (Walker, 1836)
- Endomychobius flavipes Ashmead, 1896